# Plateau United FC
El Plateau United es un equipo de fútbol de Nigeria que actualmente juega en la Liga Premier de Nigeria, la liga de fútbol en importancia en el país.

## Historia
Fue fundado en el año 1975 en la ciudad de Jos con el nombre JIB Strikers FC, el cual cambió en 1991, y su principal logro fue haber ganado la Copa de Nigeria en el año 1999 luego de vencer 2-1 en la final al Iwuanyanwu Nationale en la final.

### Escándalo
En la temporada 2013, el equipo filial de Plateau United fue uno de los cuatro equipos involucrados en una investigación luego de que ellos vencieran 79-0 al Akurba FC como uno de dos resultados sospechosos, ya que en la misma fecha el Police Machine FC venció al Babayaro FC 67-0, obteniendo los resultados justos para lograr el ascenso a la Liga Nacional de Nigeria.
Los cuatro equipos al final fueron acusados de arreglo de partidos y en el mes de julio de ese año fueron declarados culpables y suspendidos por 10 años, y los jugadores y entrenadores involucrados en el caso fueron suspendidos de por vida.

## Palmarés
- Kiga Premier de Nigeria: 1

2017
- Copa de Nigeria: 1

1999

## Participación en competiciones de la CAF
| Temporada | Torneo                       | Ronda      | Club            | Casa | Visita | Global  |
| --------- | ---------------------------- | ---------- | --------------- | ---- | ------ | ------- |
| 2000      | Recopa Africana              | 1          | Ètoile du Congo | 3-2  | 0-1    | 3-3 (a) |
| 2018      | Liga de Campeones de la CAF  | Preliminar | Eding Sport FC  | 3-0  | 1-0    | 4-0     |
| 2018      | Liga de Campeones de la CAF  | 1          | Étoile du Sahel | 1-0  | 2-4    | 3-4     |
| 2018      | Copa Confederación de la CAF | 2          | USM Alger       | 2-1  | 0-4    | 2-5     |
| 2020/21   | Liga de Campeones de la CAF  | Preliminar | Simba SC        | 0-1  | 0-0    | 0-1     |

## Rivalidades
Su principal rival es el Mighty Jets, el vecino de enfrente, quien antes se llamaba Plateau.

## Jugadores

### Jugadores destacados
- Abiodun Agunbiade
- Celestine Babayaro
- Sambo Choji
- Abdulrazak Ekpoki
- Greg Etafia
- Benedict Idahor
- Francis Kumbur
- Abass Lawal
- Obi Mikel
- Emmanuel Nwachi
- Victor Obinna
- Christian Obodo
- Kim Ojo
- Seyi Olajengbesi
- Ajibade Omolade
- Harrison Omoko
- Abel Omoniyi Raymond
- Sunday Rotimi
- Abdulsalami Stephen
- Duke Udi
- Ambruse Vanzekin
- Edward Weng